# Franz Steiner (Politiker, 1885)
Franz Steiner (* 7. Jänner 1885 in Podersdorf am See; † 12. Mai 1935 ebenda) war ein österreichischer Wirtschaftsbesitzer und Politiker. Er war Abgeordneter zum Burgenländischen Landtag.

## Leben
Steiner wurde als Sohn des Landwirts Franz Steiner aus Podersdorf geboren und wuchs mit seinem Bruder Georg Steiner auf. Er besuchte die Volksschule und war in der Folge als Landwirt tätig.
Steiner war verheiratet.

## Politik
Steiner war von 1923 bis 1927 sowie von 1931 bis 1935 Bürgermeister von Podersdorf und vertrat den Stand „Land- und Forstwirtschaft“ vom 11. November 1934 bis zu seinem Tod im Burgenländischen Landtag. 